# Asperula syrticola
Asperula syrticola är en måreväxtart som först beskrevs av Friedrich Anton Wilhelm Miquel, och fick sitt nu gällande namn av Airy Shaw och William Bertram Turrill. Asperula syrticola ingår i släktet färgmåror, och familjen måreväxter. Inga underarter finns listade i Catalogue of Life.